# 바늘꽃과
바늘꽃과(---科, 학명: Onagraceae  오나그라케아이[*])는 도금양목의 과이다. 20~24개 속과 640~650개 종으로 구성되어 있다. 온대 및 열대 지역에 널리 분포하며, 한국에는 바늘꽃·돌바늘꽃·분흥바늘꽃·털이슬·달맞이꽃 등의 3속 15종이 분포하고 있다.
대부분 여러해살이풀로 일부는 떨기나무가 되는 것도 있다. 잎은 단순한 모양으로, 마주나거나 돌려나며 때로는 어긋나는 것도 있다. 꽃이 달리는 방식도 여러 가지여서 잎겨드랑이에 1개가 달리거나, 총상·수상·원추 등의 꽃차례를 이룬다. 한편, 각각의 꽃은 방사대칭인 양성화로서, 대부분 네잎꽃이며, 꽃받침통의 윗부분은 4-5갈래로 나뉘어 있다. 수술은 보통 꽃잎의 2배수(8개)이다. 씨방은 하위로 꽃받침통의 밑부분에 붙어 있는데, 꽃받침통은 보통 매우 길어서 씨방보다 더 뻗어나와 있다. 열매는 긴 삭과로, 대부분 불완전한 4개의 방으로 나뉘어 있다.

## 하위 분류
- 달맞이꽃속(Oenothera L.)
- 바늘꽃속(Epilobium Dill. ex L.)
- 여뀌바늘속(Ludwigia L.)
- 털이슬속(Circaea L.)
- 후크시아속(Fuchsia Plum. ex L.)
- Camissonia Link
- Camissoniopsis W.L.Wagner & Hoch
- Chylismia Nutt.
- Chylismiella (Munz) W.L.Wagner & Hoch
- Clarkia Pursh
- Eremothera (P.H.Raven) W.L.Wagner & Hoch
- Eulobus Nutt.
- Gayophytum A.Juss.
- Gongylocarpus Schltdl. & Cham.
- Hauya Moc. & Sessé ex DC.
- Hemifuchsia Herrera
- Lopezia Cav.
- Megacorax S.González & W.L.Wagner
- Neoholmgrenia W.L.Wagner & Hoch
- Tetrapteron (Munz) W.L.Wagner & Hoch
- Xylonagra Donn.Sm. & Rose